# Bächli (Hemberg)
Bächli (Hemberg) ist eine Ortschaft in der politischen Gemeinde Neckertal im Toggenburg im Ostschweizer Kanton St. Gallen. Bächli liegt im voralpinen Hügelgebiet im Neckertal.

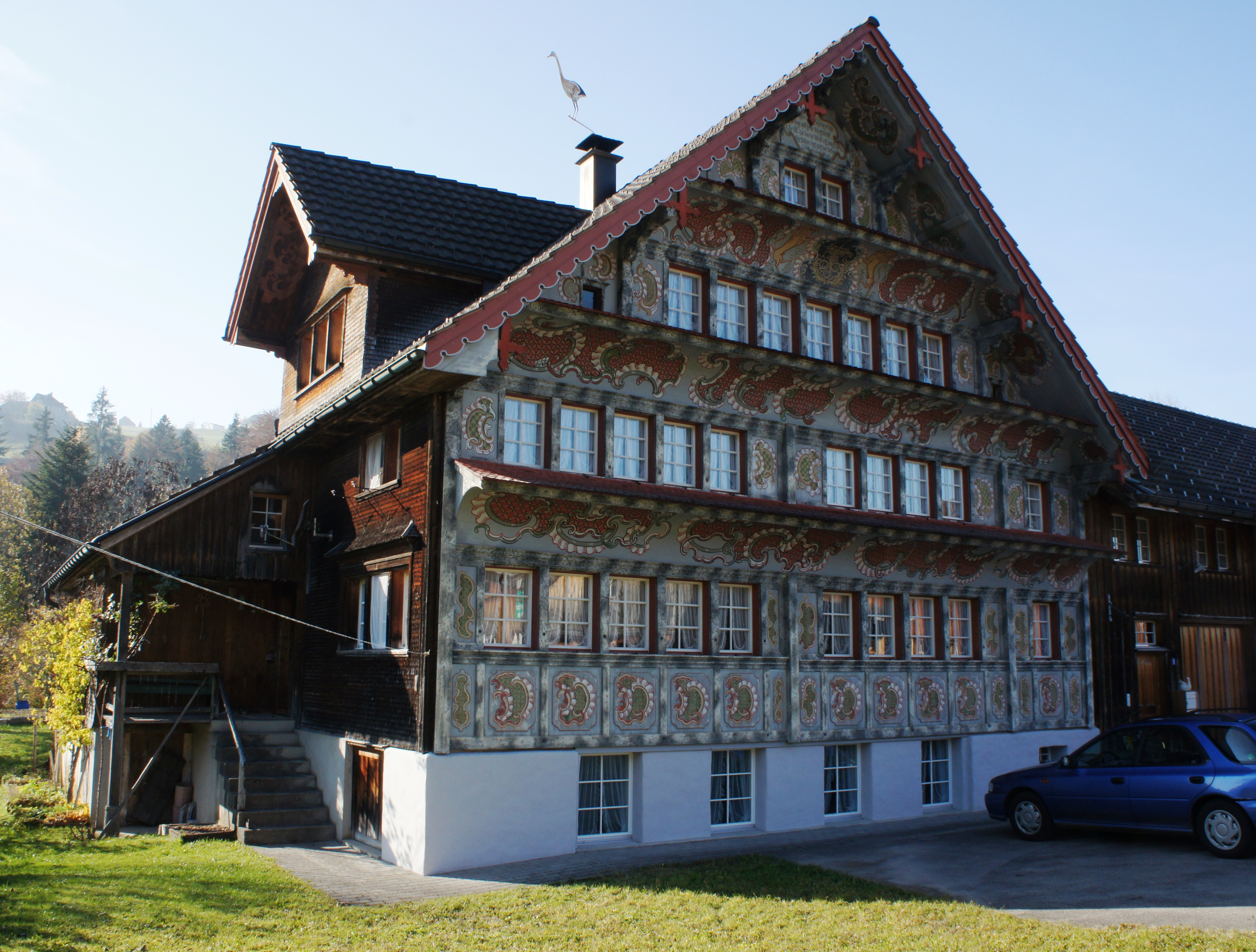
«Rotes Haus» im Bächli

Vom Bächli führen Strassen nach St. Peterzell, Hemberg, Urnäsch und Schönengrund. Im öffentlichen Verkehr wird Bächli von der Postautolinie St. Peterzell–Hemberg erschlossen.
1989 kaufte der Meteorologe Jörg Kachelmann ein altes Bauernhaus im Bächli, baute es zu einer High-Tech-Wetterstation um und gründete den privaten Wetterdienst Meteomedia AG. Die Ortschaft wurde so schweizweit bekannt. Die Meteomedia AG beabsichtigte die Tätigkeiten auszubauen und eine nationale und europäische Meteostation mit zahlreichen neuen Arbeitsplätzen im Bächli zu errichten. Weil auf Grund von Differenzen mit der damaligen politischen Gemeinde Hemberg dieses Projekt nicht realisiert werden konnte, verlegte die Meteomedia AG ihren Hauptsitz nach Gais.